# Lahnajärvi (sjö i Södra Karelen, Finland)
Lahnajärvi är en sjö i Finland. Den ligger i kommunen Klemis i landskapet Södra Karelen, i den södra delen av landet, 180 km nordost om huvudstaden Helsingfors. Lahnajärvi ligger 75,3 meter över havet. Den är 11,33 meter djup. Arean är 2,12 kvadratkilometer och strandlinjen är 7,94 kilometer lång. Sjön  ingår i Kymmene älvs huvudavrinningsområde. 